# فهرست آثار لوریس چکناواریان

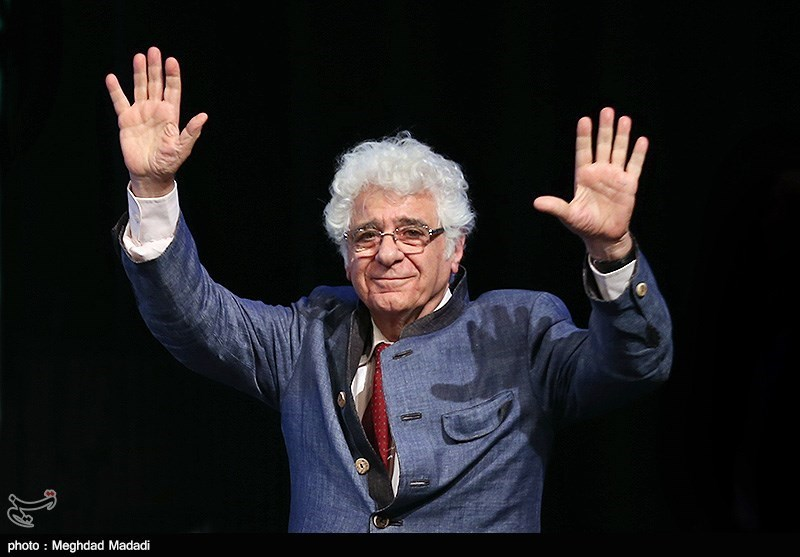
لوریس چکناواریان

لوریس چکناواریان در طی فعالیت‌های هنریِ خود در زمینهٔ آهنگسازی و رهبری ارکستر، حدود پانصد اثر از موسیقی کلاسیک را همراه با ارکسترسمفونیک‌های معتبر جهانی رهبری کرده‌است. تاکنون نزدیک به یکصد اثر از اجراهای وی به وسیلهٔ کمپانی‌های سرشناس و معتبر موسیقی انتشار یافته‌است. او همچنین آهنگساز آثاری بسیار در سبک‌ها و فرم‌های مختلف موسیقی است که در ایران و سایر کشورها اجرا شده و انتشار یافته‌است. لوریس چکناواریان از سال ۱۳۸۰، نود اثر خود را بازنویسی و تصحیح کرد و پارتیتور آنها را در سال ۱۳۹۶ به موزهٔ موسیقی ایران اهدا کرد.

## آثار کلاسیک

اپرای رستم و سهراب

| شماره               | نام اثر                                                                        | توضیحات                                                                        | اپوس | منبع   |
| اپرا                | اپرا                                                                           | اپرا                                                                           | اپرا | اپرا   |
| ------------------- | ------------------------------------------------------------------------------ | ------------------------------------------------------------------------------ | ---- | ------ |
| ۱                   | رستم و سهراب (۶۴–۱۹۶۲)                                                         | فارسی و انگلیسی                                                                | ۷    | [ ۳ ]  |
| ۲                   | پردیس و پریسا (۱۹۷۲)                                                           | فارسی، ارمنی و انگلیسی                                                         | ۱۱   | [ ۴ ]  |
| ۳                   | رستم و اسفندیار                                                                | فارسی                                                                          | ۳۷   | [ ۵ ]  |
| ۴                   | سیاوش                                                                          | فارسی                                                                          | ۳۹   | [ ۶ ]  |
| ۵                   | ضحاک                                                                           | فارسی                                                                          | ۴۱   | [ ۷ ]  |
| ۶                   | شمس و مولانا                                                                   | فارسی                                                                          | ۴۲   | [ ۸ ]  |
| ۷                   | خودکشی صادق هدایت                                                              | فارسی                                                                          | ۴۴   | [ ۹ ]  |
| باله، رقص‌های نمایشی |                                                                                |                                                                                |      |        |
| ۸                   | رقص فانتاستیک (۱۹۶۱–۱۹۵۸)                                                      | برای سه پیانو و سازهای کوبه‌ای                                                  | ۲    | [ ۱ ]  |
| ۹                   | سیمرغ (۱۹۷۵)                                                                   | رقص نمایشی برای سازهای ایرانی                                                  | ۱۲   | [ ۱۰ ] |
| ۱۰                  | اتللو                                                                          | باله در دو پرده برای ارکستر                                                    | ۱۸   | [ ۱۱ ] |
| سمفونی‌ها            |                                                                                |                                                                                |      |        |
| ۱۱                  | سمفونی شماره ۱ (رکوئیم برای کشتار جمعی)                                        | برای گروه کر و ارکستر                                                          | ۱۳   | [ ۲ ]  |
| ۱۲                  | سمفونی شماره ۲ (اعتقاد)                                                        | برای گروه کر و ارکستر                                                          | ۱۹   | [ ۲ ]  |
| ۱۳                  | سمفونی شماره ۳ (گفتگوی تمدن‌ها)                                                 | برای ارکستر                                                                    | ۲۴   | [ ۲ ]  |
| ۱۴                  | سمفونی شماره ۴ (ارمنستان ۱۹۱۸م)                                                | برای ارکستر مجلسی                                                              | ۲۶   | [ ۳ ]  |
| ۱۵                  | سمفونی شماره ۵ (مسیحیت در ارمنستان ۳۰۱)                                        | برای ارکستر                                                                    | ۲۸   | [ ۳ ]  |
| ۱۶                  | سمفونی رسول عشق و امید (پیامبر اعظم)                                           | برای ارکستر و گروه کر                                                          | -    | [ ۱۲ ] |
| ۱۷                  | سمفونی جهان پهلوان تختی                                                        | برای ارکستر                                                                    | -    | [ ۱۳ ] |
| سوئیت‌های ارکسترال   |                                                                                |                                                                                |      |        |
| ۱۸                  | رقص‌های فانتاستیک                                                               |                                                                                | ۲    | [ ۲ ]  |
| ۱۹                  | رستم و سهراب                                                                   |                                                                                | ۷    | [ ۲ ]  |
| ۲۰                  | پردیس و پریسا (شماره ۱)                                                        |                                                                                | ۱۱   | [ ۲ ]  |
| ۲۱                  | پردیس و پریسا (شماره ۲)                                                        |                                                                                | ۱۱   | [ ۲ ]  |
| ۲۲                  | اتللو                                                                          |                                                                                | ۱۸   | [ ۲ ]  |
| ۲۳                  | عاشقانه                                                                        |                                                                                | ۳۲   | [ ۲ ]  |
| ۲۴                  | آرارات                                                                         |                                                                                | ۳۴   | [ ۲ ]  |
| ۲۵                  | پوئم سمفونیک کوروش                                                             |                                                                                | ۴۲   | [ ۱۴ ] |
| ۲۶                  | Straussiana                                                                    |                                                                                | ۳۵   | [ ۲ ]  |
| موسیقی کرال         |                                                                                |                                                                                |      |        |
| ۲۷                  | زندگی مسیح (بر اساس اشعار ارمنی قرون وسطی)                                     | برای تنور و باریتون سولو و گروه کر مردان                                       | ۱۶   | [ ۱۱ ] |
| ۲۸                  | آهنگسازان ارمنی قرون وسطی                                                      | برای سوپرانو سولو، گروه کر و سازهای کوبه‌ای                                     | ۱۷   | [ ۲ ]  |
| ۲۹                  | رکوئیم‌های ارمنی                                                                | برای سوپرانو و تنور سولو، گروه کر و ارکستر                                     | ۲۰   | [ ۲ ]  |
| ۳۰                  | خدا عشق است                                                                    | برای ساز ارگ، گروه کر و ارکستر                                                 | ۲۳   | [ ۲ ]  |
| ۳۱                  | سرزمین پدری                                                                    | برای گروه کر و ارکستر                                                          | ۳۶   | [ ۲ ]  |
| ۳۲                  | طلوع خورشید ارمنستان                                                           | برای تنور، باریتون سولو و گروه کر                                              | ۳۷   | [ ۲ ]  |
| ۳۳                  | آرامش روح (مراسم خاکسپاری) ارمنی                                               | برای گروه کر و ارکستر                                                          | ۳۹   | [ ۲ ]  |
| ۳۴                  | سوئیت سمفونی صلح                                                               | برای گروه کر و ارکستر                                                          | ۴۶   | [ ۲ ]  |
| ۳۵                  | سوئیت سمفونی ایران (جنگ و صلح)                                                 | برای گروه کر و ارکستر                                                          | ۴۷   | [ ۲ ]  |
| ۳۶                  | The Cast of Lucifer                                                            | برای تنور سولو، باریتون، گروه کر آلمانی و ارکستر                               | ۲۱   | [ ۲ ]  |
| سازهای کوبه‌ای       |                                                                                |                                                                                |      |        |
| ۳۷                  | برای پرکاشن و ترومپت سولو                                                      |                                                                                | 1a   | [ ۲ ]  |
| ۳۸                  | برای پرکاشن، سوپرانو سولو و گروه کر                                            |                                                                                | 1b   | [ ۲ ]  |
| ۳۹                  | رقص‌های فانتاستیک                                                               | برای ۲ یا ۳ پیانو، ترومپت سولو و پرکاشن                                        | ۲    | [ ۲ ]  |
| ۴۰                  | سوئیت آرارات                                                                   | برای پیانو و پرکاشن                                                            | ۳۴   | [ ۲ ]  |
| ۴۱                  | Moods                                                                          | برای ابوا و پرکاشن                                                             | ۱۴   | [ ۱۱ ] |
| برای پیانو          |                                                                                |                                                                                |      |        |
| ۴۲                  | رقص‌های فانتاستیک                                                               |                                                                                | ۲    | [ ۱۵ ] |
| ۴۳                  | سوناتینو شماره ۱                                                               | سوناتینو به معنی سونات کوتاه                                                   | ۴    | [ ۲ ]  |
| ۴۴                  | سوناتینو شماره ۲                                                               |                                                                                | ۶    | [ ۲ ]  |
| ۴۵                  | پرلود رستم و سهراب                                                             |                                                                                | ۷    | [ ۲ ]  |
| ۴۶                  | مقدمه و توکاتا                                                                 |                                                                                | ۷    | [ ۲ ]  |
| ۴۷                  | باگاتل‌های ارمنی                                                                |                                                                                | ۹    | [ ۲ ]  |
| ۴۸                  | مینیاتورهای ارمنی                                                              |                                                                                | ۹    | [ ۲ ]  |
| ۴۹                  | جمعهٔ خوب                                                                       |                                                                                | ۹    | [ ۲ ]  |
| ۵۰                  | آهنگ‌های عاشقانه                                                                |                                                                                | ۳۸   | [ ۲ ]  |
| ۵۱                  | ارمنستان ۱۹۱۵                                                                  |                                                                                | ۴۵   | [ ۲ ]  |
| ۵۲                  | Kaleidoscope                                                                   | برای پیانیست‌های جوان                                                           | ۸    | [ ۲ ]  |
| کنسرتوها            |                                                                                |                                                                                |      |        |
| ۵۳                  | کنسرتو برای ویولن و ارکستر زهی                                                 |                                                                                | ۱    | [ ۲ ]  |
| ۵۴                  | کنسرتو برای پیانو و ارکستر زهی                                                 |                                                                                | ۳    | [ ۲ ]  |
| ۵۵                  | یاسمین برای پیانو و ارکستر زهی                                                 |                                                                                | ۵    | [ ۲ ]  |
| ۵۶                  | کنسرتو پرکاشن و ارکستر                                                         | پرکاشن (گلوکن‌اشپیل، زیلوفون، ویبرافون)                                         | ۲۷   | [ ۲ ]  |
| ۵۷                  | کنسرتو برای ویولنسل و ارکستر                                                   |                                                                                | ۳۰   | [ ۲ ]  |
| ۵۸                  | نوستالژی برای پیانو و ارکستر                                                   |                                                                                | ۳۳   | [ ۲ ]  |
| ارکستر مجلسی        |                                                                                |                                                                                |      |        |
| ۵۹                  | کوئینتت بادی‌های چوبی                                                           |                                                                                | ۱    | [ ۲ ]  |
| ۶۰                  | دیوِرْتیمِنْتوُ                                                                     | برای کلارینت، ویبرافون و ترومبون                                               | ۷    | [ ۲ ]  |
| ۶۱                  | باگاتل‌های ارمنی                                                                | برای فلوت، کلارینت، ترومپت و ترومبون                                           | ۸    | [ ۲ ]  |
| ۶۲                  | باگاتل‌های ارمنی                                                                | برای کوارتت زهی                                                                | ۱۰   | [ ۲ ]  |
| ۶۳                  | آهنگ و رقص‌هایی برای فلوت، ویبرافون و کنترباس                                   |                                                                                | ۱۱   | [ ۲ ]  |
| ۶۴                  | اکتت (هشت‌نوازی) برای فلوت، هورن، ویبرافون، چلستا، هارپ، گیتار، ویولن و کنترباس | اکتت (هشت‌نوازی) برای فلوت، هورن، ویبرافون، چلستا، هارپ، گیتار، ویولن و کنترباس | ۱۲   | [ ۲ ]  |
| ۶۵                  | سپتت برای فلوت، کلارینت، هورن، ۲ پرکاشن، ویولن و کنترباس                       | سپتت برای فلوت، کلارینت، هورن، ۲ پرکاشن، ویولن و کنترباس                       | ۱۵   | [ ۲ ]  |
| ارکستر زهی          |                                                                                |                                                                                |      |        |
| ۶۶                  | دریاچهٔ وان                                                                     | برای ۱۲ ساز زهی سولو                                                           | ۱۱   | [ ۲ ]  |
| ۶۷                  | سمفونیِتا                                                                       | برای ۱۲ ساز زهی سولو                                                           | ۱۵   | [ ۲ ]  |
| ۶۸                  | آهنگ‌های عاشقانه                                                                | برای سازهای زهی، هارپ، پیانو و پرکاشن                                          | ۳۱   | [ ۲ ]  |
| ۶۹                  | Straussiana                                                                    | برای سازهای زهی، هارپ، پیانو و پرکاشن                                          | ۳۵   | [ ۲ ]  |
| آوازی               |                                                                                |                                                                                |      |        |
| ۷۰                  | شانزده آهنگ عاشقانه                                                            | برای سوپرانو، متزو سوپرانو، تنور و ارکستر                                      | ۳۱   | [ ۲ ]  |
| ۷۱                  | شانزده آهنگ عاشقانه                                                            | برای سوپرانو، متزوسوپرانو، تنور و پیانو                                        | ۳۱   | [ ۲ ]  |
| ارکستر بادی         |                                                                                |                                                                                |      |        |
| ۷۲                  | رقص‌های فانتاستیک                                                               |                                                                                | ۲    | [ ۲ ]  |
| ۷۳                  | آهنگ عاشقانه                                                                   |                                                                                | ۳۲   | [ ۲ ]  |
| ۷۴                  | سوئیت آرارات                                                                   |                                                                                | ۳۴   | [ ۲ ]  |
| ۷۵                  | سرزمین پدری                                                                    |                                                                                | ۳۶   | [ ۲ ]  |

### موسیقی فیلم
در کارنامه کاری چکناوریان آهنگسازی فیلم بلند، کوتاه، مستند هم دیده می‌شود که عبارتنداز:
| ردیف | عنوان                        | سال         | کارگردان        | توضیحات                                                                                                |
| ---- | ---------------------------- | ----------- | --------------- | --- |
|      | فیلم کوتاه جلد مار           | ۱۳۴۱        | هژیر داریوش     | |
|      | جدال در مهتاب                | ۱۳۴۲        | انزو دل وینچنسو | محصول مشترک با ایتالیا                                                                                 |
|      | تجاوز                        | ۱۳۴۹ / ۱۹۷۱ | حمید مصداقی     | |
|      | بی‌تا                         | ۱۳۵۱        | هژیر داریوش     | |
|      | هشتمین روز هفته              | ۱۳۵۲ (۱۹۷۳) | حسین رجاییان    | |
|      | تنگسیر                       | ۱۳۵۲        | امیر نادری      | |
|      | به امید دیدار                | ۱۳۵۴        | محمد رسول‌اف     | |
|      | بشارت منجی                   | ۱۳۸۳        | نادر طالب‌زاده   | |
|      | جزیرهٔ رنگین                  | ۱۳۹۳        |                 | |
|      | مناظر ایران                  |             | هوشنگ شفتی      | |
|      | پرتو یک حماسه                |             | منوچهر طیاب     | |
|      | من ایران را دوست دارم        | ۱۹۷۰        | خسرو سینایی     | فیلم کوتاه                                                                                             |
|      | آدم شاخ درمی‌آره              |             | اسفندیار احمدیه | فیلم کوتاه                                                                                             |
|      | آستان قدس رضوی و بناهای صفوی | ۱۹۷۵        | منوچهر طیاب     | فیلم کوتاه (دریافت Delqan Gold prize from the 12th international educational films festival in Tehran) |
|      | ادیان                        |             | منوچهر طیاب     | فیلم کوتاه                                                                                             |
|      | برپا خاسته                   |             | حسن محمدزاده    | فیلم کوتاه                                                                                             |
|      |                              |             |                 | فیلم کوتاه                                                                                             |
|      | توریست در ایران              |             |                 | فیلم کوتاه                                                                                             |
|      | چهلستون                      | ۱۹۷۳        | منوچهر طیاب     | فیلم کوتاه                                                                                             |
|      | حاج مصورالملکی               | ۱۹۷۲        | خسرو سینایی     | فیلم کوتاه                                                                                             |
|      | شرح حال                      |             |                 | فیلم کوتاه                                                                                             |
|      | عالی‌قاپو                     | ۱۹۷۳        | منوچهر طیاب     | فیلم کوتاه                                                                                             |
|      | مجموعهٔ گنجعلی‌خان             | ۱۹۷۵        | همایون پورمند   | فیلم کوتاه                                                                                             |
|      | مسجد شیخ لطف‌الله             |             | منوچهر طیاب     | فیلم کوتاه                                                                                             |
|      | معماری ایلخانی               | ۱۹۷۵        | منوچهر طیاب     | فیلم کوتاه                                                                                             |
|      | معماری تیموری                | ۱۹۷۵        | منوچهر طیاب     | فیلم کوتاه                                                                                             |
|      | معماری سلجوقی                | ۱۹۷۵        | منوچهر طیاب     | فیلم کوتاه                                                                                             |
|      | هشت بهشت                     | ۱۹۷۳        | منوچهر طیاب     | فیلم کوتاه                                                                                             |

## یادداشت
1. ↑  فیلم مستند رنگی ایستمن کالر به مدت دقیقه در قطع ۱۶ و ۲۵ میلیمتری که توسط وزارت فرهنگ و هنر ساخته شده‌است
2. ↑  فیلم کوتاه رنگی به مدت ۲۰ دقیقه به کارگردانی حسن محمدزاده و فیلمبرداری محمود نوربخش - این فیلم از محصولات اداره کل سینمایی کشور است
3. ↑  فیلم رنگی ۳۳ دقیقه ای - اداره کل امور سینمایی کشور ناطق به زبان‌های فارسی - انگلیسی و فرانسه با قطع‌های ۱۶ و ۳۵ میلیمتری
4. ↑  وزارت فرهنگ و هنر، این فیلم را به شکل رنگی ایستیمن کالر تهیه کرد.
5. ↑  این فیلم از محصولات اداره کل امور سینمایی کشور است.